# Richard Lipps

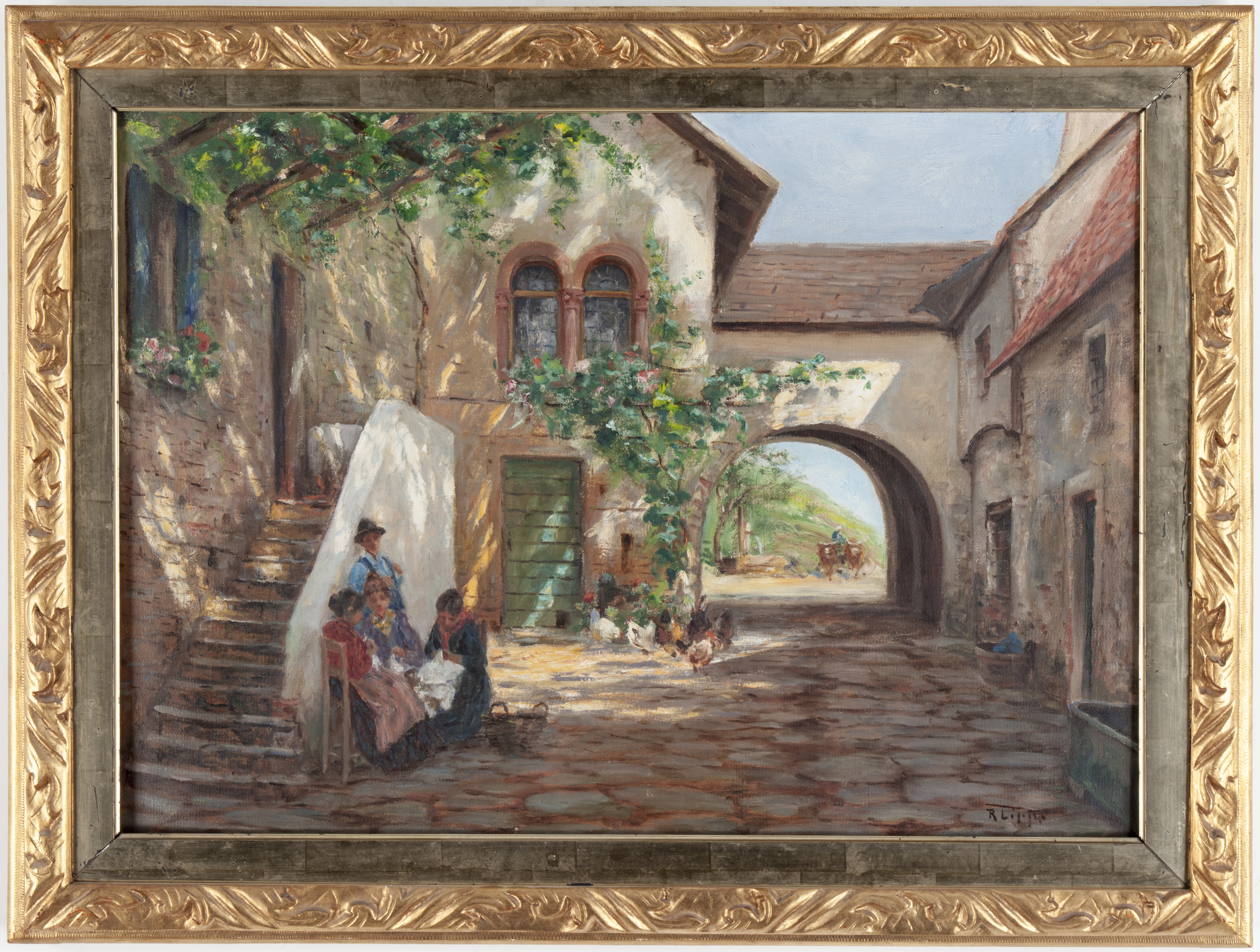
Hof in Südtirol

Richard Lipps (* 26. Oktober 1857 in Berlin; † 9. Oktober 1926 in Starnberg) war ein deutscher Landschafts- und Architekturmaler.

## Leben
Richard Lipps studierte Maschinenbau und war einige Jahre als Techniker tätig, bevor er sich zum Beruf eines Malers entschloss. Er studierte Malerei an den Kunstakademien in Dresden, Düsseldorf und München. Die Kunstakademie Düsseldorf besuchte er in den Jahren 1880 bis 1882. Dort waren Hugo Crola, Heinrich Lauenstein und Peter Janssen der Ältere seine Lehrer. Später wurde er in München zum Professor berufen.
Nach dem Studium ließ er sich in München 1885 nieder, wohnte spätestens ab 1897 in Starnberg. Er besuchte mehrmals Österreich-Ungarn und Italien, insbesondere Venedig. Seine Skizzenbücher belegen weitere Reisen ins Elsass, nach Franken und Schwaben. Er besuchte oft die Künstlerkolonie in Kallmünz. Neben der Ölmalerei schuf Richard Lipps auch Werke in Aquarell. Seine Malerei wird der Münchner Schule der 1900er Jahrhundertwende zugeordnet.
Lipps’ Abschlussarbeit an der Kunstakademie war eine Kopie des Bildes von Jan Vermeer: Die Briefleserin am offenen Fenster. Er war zeit seines Lebens unverheiratet, seinen Haushalt besorgte seine ein Jahr jüngere Schwester Käthe. Sein Neffe war der spätere Philosophieprofessor Hans Lipps, den er auch kurz vor seinem Tode adoptierte. Sein Haus in Starnberg, das er mit zahlreichen Schnitzereien versah, wie auch seine Tagebücher und Skizzenhefte befinden sich nach wie vor in Familienbesitz.